# D'Estrées
I D'Estrées furono una famiglia nobile francese.

## Storia
Furono originari di Artois. Il cognome è un toponimo, originato da Estrée-Cauchy.
Hanno fatto parte di questa famiglia Jean d'Estrées, Gabrielle d'Estrées, César d'Estrées; si estinsero nel 1771 con Louis Charles César Le Tellier d'Estrées.